# 교인
교인(橋仁, ? ~ ?)은 전한 말기의 학자이자 관료로, 자는 계경(季卿)이며 양국 수양현(睢陽縣) 사람이다.

## 행적
양영(楊榮)과 함께 대덕(戴德)의 밑에서 《예》(禮)를 배웠고, 대홍려를 지냈다. 또 《예》를 집안 대대로 전수하여 별도의 학파를 이루었다.
7세손 교현은 후한 때 태위를 지냈다.

## 출전
- 반고, 《한서》 권19하 백관공경표 下·권88 유림전
- 채옹, 《채중랑집》 권1 고태위교공묘비(故太尉橋公廟碑)·태위교공비(太尉橋公碑)
- 범엽, 《후한서》 권51 이진방진교열전

| 전임 좌함 | 전한의 대홍려 2년 ~ ? | 후임 염천 |